# Jekatierina Kowalewska
Jekatierina Walentinowna Kowalewska, ros. Екатерина Валентиновна Ковалевская (ur. 17 kwietnia 1974 w Rostowie nad Donem) – rosyjska szachistka, arcymistrzyni od 1998, wicemistrzyni świata z 2004 roku.

## Kariera szachowa
Dwukrotnie (w latach 1994 i 2000) zwyciężyła w indywidualnych mistrzostwach Rosji. W roku 2000 w Batumi zdobyła również tytuł wicemistrzyni Europy (turniej rozegrano systemem pucharowym, w finale uległa Natalii Żukowej). Sukces ten powtórzyła rok później, zajmując II miejsce na mistrzostwach rozegranych w Warszawie. Kolejne mistrzostwa Europy, rozegrane w roku 2002 w Warnie, ukończyła na V miejscu. W 2003 zajęła III miejsce w silnie obsadzonym turnieju North Ural Cup w Krasnoturjinsku, zaś rok później podzieliła w tym turnieju II miejsce. W 2005 zajęła II miejsce w Şəki.
Czterokrotnie startowała w mistrzostwach świata systemem pucharowym, w roku 2004 zdobywając tytuł wicemistrzyni świata:
- 2000 - Nowe Delhi - awans do V rundy (półfinału), w której uległa Xie Jun[4]
- 2001 - Moskwa - awans do III rundy, w której uległa Nino Churcidze[5]
- 2004 - Elista - awans do finałowego meczu o mistrzostwo świata, w którym uległa Antoanecie Stefanowej[6]
- 2006 - Jekaterynburg - awans do IV rundy (ćwierćfinału), w której uległa Xu Yuhua[7]

Wielokrotnie reprezentowała Rosję w turniejach drużynowych, m.in.:
- sześciokrotnie na olimpiadach szachowych (w latach 1994, 1998, 2000, 2002, 2004, 2006); sześciokrotna medalistka: wspólnie z drużyną – trzykrotnie srebrna (1998, 2002, 2006) oraz indywidualnie – brązowa (1998 – na II szachownicy)[8],
- dwukrotnie na drużynowych mistrzostwach świata (w latach 2007, 2009); trzykrotna medalistka: wspólnie z drużyną – dwukrotnie srebrna (2007, 2009) oraz indywidualnie – złota (2007 – na IV szachownicy)[9],
- dwukrotnie na drużynowych mistrzostwach Europy (w latach 2005, 2007); dwukrotna medalistka: wspólnie z drużyną – złota (2007) i brązowa (2005)[10].

Najwyższy ranking w karierze osiągnęła 1 lipca 2007 r., z wynikiem 2507 punktów zajmowała wówczas 7. miejsce na światowej liście FIDE.